# 23608 Alpiapuane
23608 Alpiapuane (tên chỉ định: 1996 AC4) là một tiểu hành tinh vành đai chính. Nó được phát hiện bởi Ulisse Munari và Maura Tombelli ở Đài thiên văn vật lý thiên văn Asiago gần Asiago, Italy, ngày 15 tháng 1 năm 1996. Nó được đặt theo tên Alpi Apuane, a mountain range of northern Tuscany, Italy.